# Лимджароенрат, Пита
Пита Лимджароенрат (тайск. พิธา ลิ้มเจริญรัตน์; род. 5 сентября 1980, Бангкок, Таиланд) — таиландский политик и бизнесмен, бывший председатель левоцентристской партии «Движение вперёд», распущенной в 2024 году по решению суда.

## Биография

### Ранние годы
Пита родился 5 сентября 1980 года. Он старший сын Понгсака Лимджароенрата, бывшего советника министра сельского хозяйства и кооперативов, и Линды Лимджароенрат. Также является племянником Падунга Лимджароенрата, бывшего секретаря министра внутренних дел и ближайшего помощника тогдашнего премьер-министра Таксина Чиннавата.

### Образование
Перед тем, как его отец отправил его в Гамильтон, Новая Зеландия, Пита в детстве посещал занятия в Бангкокском христианском колледже. В Гамильтоне он жил в принимающей семье из среднего класса, подрабатывая, например, разнося газеты и молоко, чтобы заработать деньги. Его интерес к политике развился во время просмотра ограниченного количества телевизионных каналов в Гамильтоне, которые были либо австралийскими мыльными операми, либо парламентскими дебатами. Из-за своей неприязни к мыльным операм он начал слушать выступления тогдашнего премьер-министра Новой Зеландии Джима Болджера.
Пита вернулся в Таиланд и получил степень бакалавра финансов на факультете коммерции и бухгалтерского учёта Университета Таммасат, который окончил в 2002 году с отличием и получил стипендию для обучения в Техасском университете в Остине. Позже он получил стипендию для иностранных студентов Гарвардского университета, став первым тайским студентом, сделавшим это. Затем он получил степень магистра государственной политики в Школе государственного управления им. Джона Ф. Кеннеди Гарвардского университета и степень магистра делового администрирования в Школе менеджмента Слоуна Массачусетского технологического института.

### Бизнес-карьера
В возрасте 25 лет и всего через год после получения степени магистра Пита был вынужден вернуться в Таиланд, чтобы стать после смерти своего отца управляющим директором CEO Agrifood, предприятия по производству рисового масла из отрубей, которым управляла его семья. Через два года компания смогла восстановить свои позиции, что позволило Пите вернуться в Соединённые Штаты, где он получил степень магистра в 2011 году.
Также он занимал должность исполнительного директора Grab Thailand с 2017 по 2018 год.

### Политическая карьера

#### Член Палаты представителей

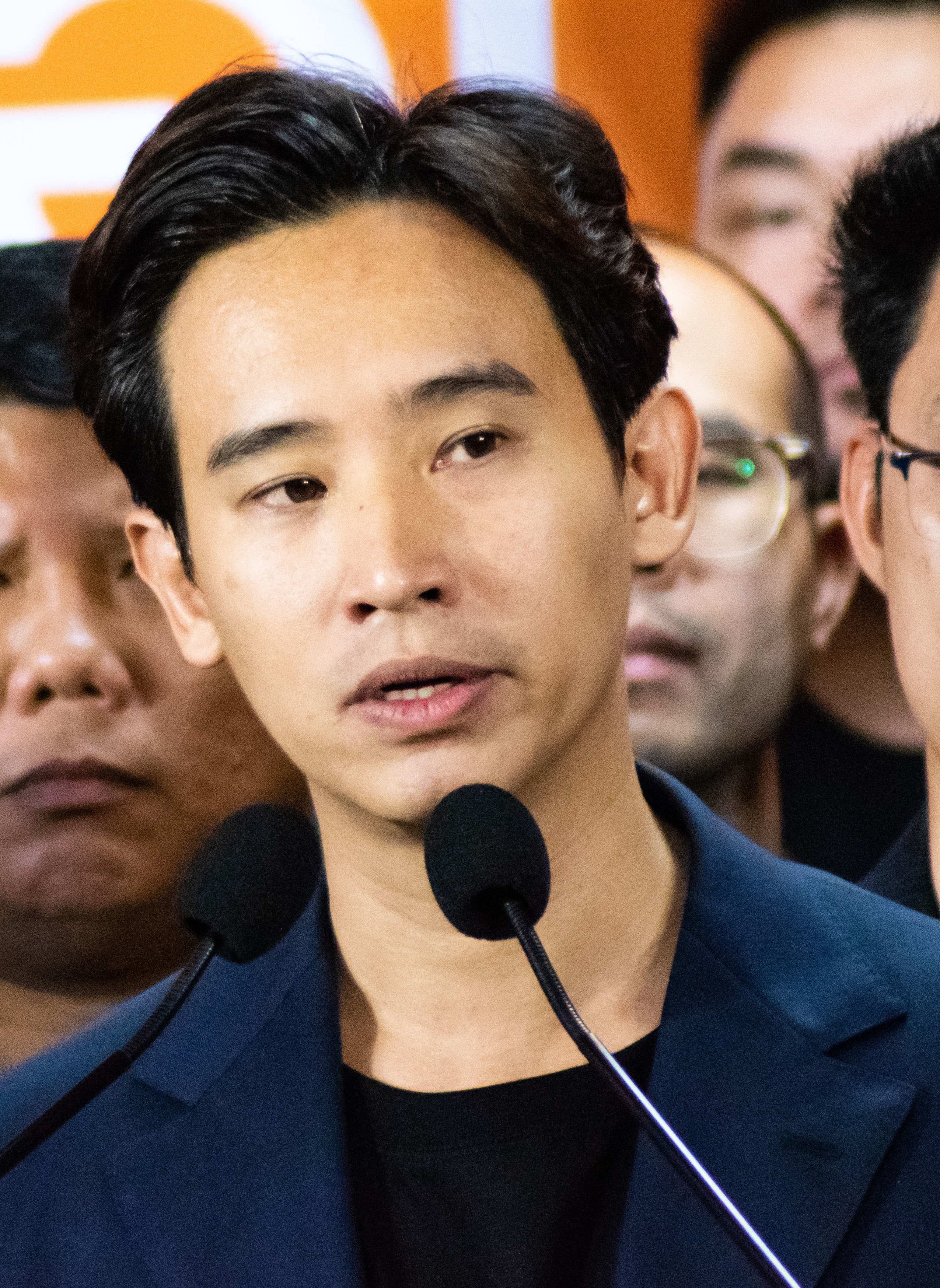
На партийном митинге в 2020 году

Изначально Пита вступил в «Партию будущего». По приглашению лидера партии Танаторна Джангрунгруанкита он принял предложение стать кандидатом на всеобщих выборах в Таиланде в 2019 году, на которых в результате и получил место в Палате представителей в качестве четвёртого представителя своей партии по партийному списку.
В июле 2019 года он выступил с речью в парламенте, где обсудил «Теорию пяти кнопок», которая призвала правительство сосредоточить внимание на следующих сельскохозяйственных вопросах: владение землёй, долги фермеров, каннабис, агротуризм, и водные ресурсы. Несмотря на принадлежность к другой партии, его выступление было высоко оценено министром внутренних дел Анупонгом Паочинда.
Через две недели после роспуска «Партии будущего» он был назначен новым лидером партии «Движение вперёд», где к нему присоединились 54 других депутата распущенной партии, и он был официально избран председателем 14 марта 2020 года.

#### Выборы 2023 года
На выборах 2023 года был выдвинут кандидатом в премьер-министры страны от «Движения вперёд». На следующий день после голосования 15 мая он заявил, что готов стать следующим премьер-министром и пригласил партию «Пхыа Тхаи», а также ряд более мелких партий сформировать коалиционное правительство. Политик и его партнёры по коалиции провели пресс-конференцию 22 мая, подчеркнув важность таких вопросов, как разработка новой конституции членами Учредительного собрания, военные реформы, добровольный призыв на военную службу, однополые браки и децентрализация экономики.

#### Попытка формирования правительства
После всеобщих выборов и последующего объявления о формировании коалиции Палата представителей провела своё первое заседание 5 июля, чтобы выбрать спикером Ван Мухаммад Нур Матху, основателя и лидера партии «Прашарат», входящей в коалицию. В дни, предшествующие голосованию за премьер-министра, Пита и его партия провели встречи со своими сторонниками в Бангкоке.
9 июня Избирательная комиссия (ИК) отклонила три жалобы на Лимджароенрата за то, что он, как депутат парламента, также владеет акциями телекомпании iTV. Конституция запрещает акционерам СМИ участвовать в парламентских выборах. Вместо этого комиссия возбудила уголовное дело, в ходе которого будет расследовано, знал или нет Пита Лимджароенрат, что он не соответствует требованиям о выборах депутатов. По словам самого политика, он унаследовал акции от своего отца и был лишь управляющим данными акциями от лица семьи. Кроме того, iTV прекратила вещание в 2007 году и была исключена из листинга на фондовой бирже Таиланда в 2014 году. В течение многих лет она не приносила дохода, связанного со СМИ, за исключением небольших сумм от дочерней компании, которая сдавала в аренду вещательное оборудование.

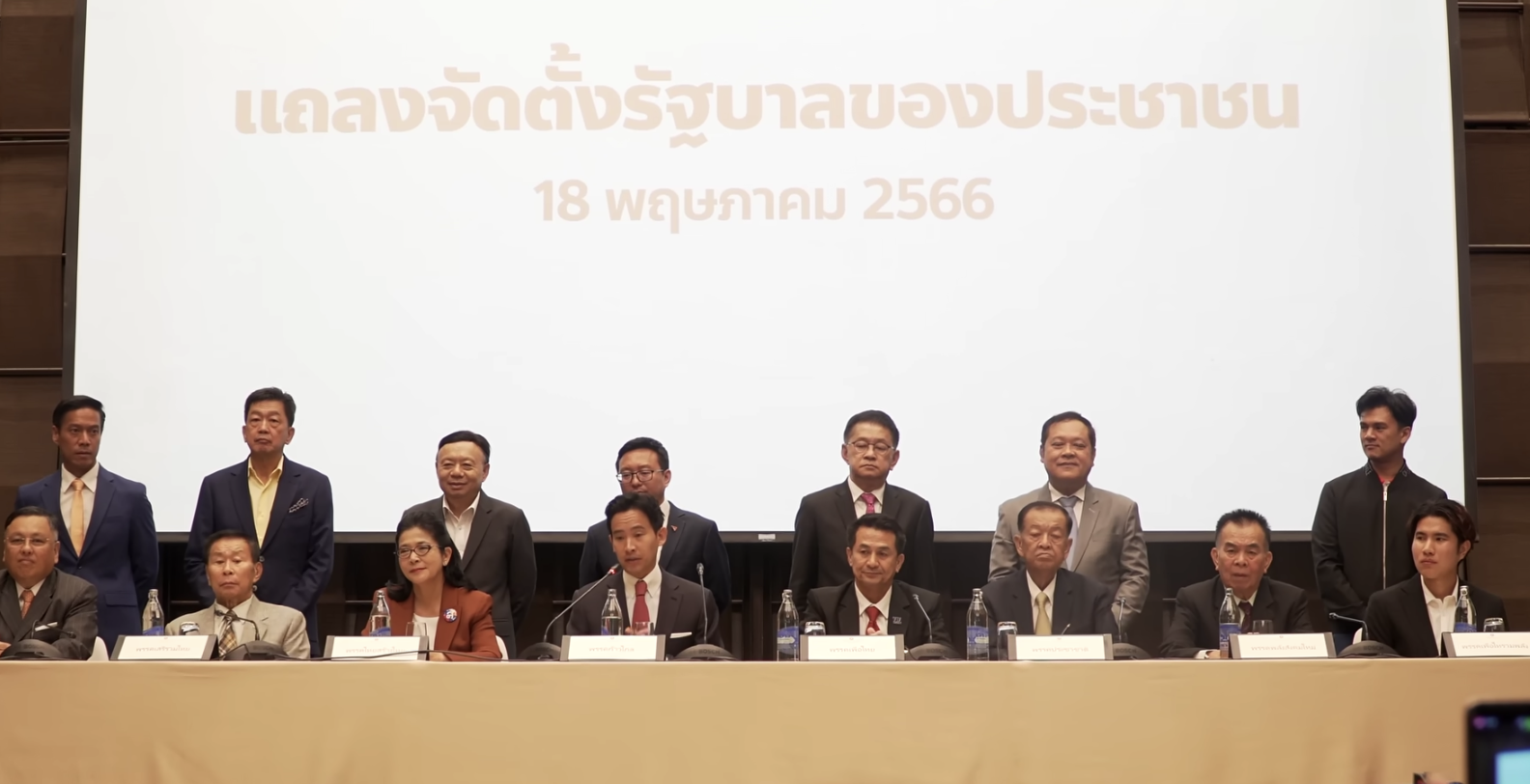
Пита объявляет о формировании коалиции 18 мая 2023 года

12 июля Конституционный суд Таиланда (КС) заявил, что принял жалобу Избирательной комиссии (ИК) против Питы и его акций. Также к рассмотрению было принята жалоба против партии «Движение вперёд», в которой говорилось, что её план по реформированию закона об оскорблении величества равносилен попытке «свергнуть демократический режим правления с королём в качестве главы государства». Пита назвал процесс несправедливым и рассказал, что ему не было разрешено выступить перед ИК до передачи дела в КС, хотя это предусмотрено законом. За день до парламентского голосования Пита предупредил членов Парламента, что отказ ему в премьерстве «дорого обойдётся».
13 июля Парламент собрался для избрания нового премьер-министра. Пита был единственным выдвинутым в премьер-министры кандидатом. Несмотря на обеспечение коалиции большинства в нижней палате, Пита не смог набрать достаточно голосов первом туре голосования, особенно среди 250 членов Сената, назначенных военной хунтой в мае 2019 года. 324 члена Национальной ассамблеи проголосовали за утверждение Питы на должность премьер-министра (311 из них были депутатами, а 13 — сенаторами), 182 не одобрили решение, а 199 членов воздержались. Политику не хватило до избрания 51 голоса, поскольку ему требовалось поддержка 375 парламентариев. Вечером после голосования прошли протесты. Система голосования подвергалась критике за недемократичность и противоречие мандату, данному народом в ходе выборов. Неспособность Национальной ассамблеи назначить премьер-министра привела к тому, что тайские акции упали. Газета Khaosod назвала голосование «заранее расставленной ловушкой». Несмотря на это, Пита заявил, что по-прежнему будет бороться за пост премьер-министра и не откажется от своего обещания реформировать закон об оскорблении величества.
Протесты продолжались, многие демонстранты требовали отставки сенаторов. 15 июля Пита объявил, что коалиция согласилась выдвинуть его на второй тур голосования. 19 июля Национальная ассамблея собралось для избрания 30-го премьер-министра во второй раз после выборов. В тот же день Конституционный суд единогласно проголосовал за рассмотрение дела против Питы в отношении унаследованных им акций несуществующей компании iTV. Они также проголосовали (7 за, 2 против) за временное отстранение его от должности депутата на время рассмотрения дела. Однако этот факт не мешает ему быть выдвинутым на пост премьер-министра. Во время заседания Пита объявил, что признаёт решение суда и покинул зал. В ходе последующих дебатов Парламент проголосовал против рассмотрения его кандидатуры в новом туре голосования. Некоторыми парламентариями утверждалось, что это предложение противоречит парламентскому правилу 41, запрещающему повторное рассмотрение предложения, ранее не получившего поддержку. 312 депутатов поддержали повторное голосование за Питу, 394 парламентария отвергли такую возможность, 8 воздержались. В соответствии с проведённым голосованием Пита (и любой другой кандидат) не может баллотироваться на пост премьер-министра повторно.

#### Отставка с поста партийного лидера
15 сентября 2023 года Пита Лимджароенрат объявил о своей отставке с поста лидера партии «Движение вперёд». Он сослался на свою неспособность выполнять обязанности в Палате представителей в связи с решением Конституционного суда от 19 июля о временном приостановлении его статуса депутата, что препятствует его способности стать лидером оппозиции. В своём заявлении политик подчеркнул важность данной позиции и заявил, что она должна обеспечить сдерживание правительства. Он повторил, что будет продолжать активно участвовать в тайской политике и деятельности партии, независимо от своей формальной роли. 23 сентября на партийном съезде был избран его преемник. Новым лидером партии стал генеральный секретарь Чайтават Тулатон, который рассказал, что его руководство является частью «временной реструктуризации». Он также объявил о готовности уйти в отставку, как только Пита снова займёт должность члена Палаты представителей. Сам Лимджароенрат был избран на должность председателя партийного консультативного комитета.

#### Запрет на участие в политике
7 августа 2024 года Конституционный суд Таиланда постановил, что партия «Движение вперёд» должна быть распущена на том основании, что предвыборное обещание партии внести поправки в статью о защите чести и достоинства королевской семьи якобы имело целью подорвать монархию. Суд также запретил Пите Лимджароенрату и другим лидерам партии заниматься любой политической деятельностью сроком на 10 лет.

## Политические взгляды

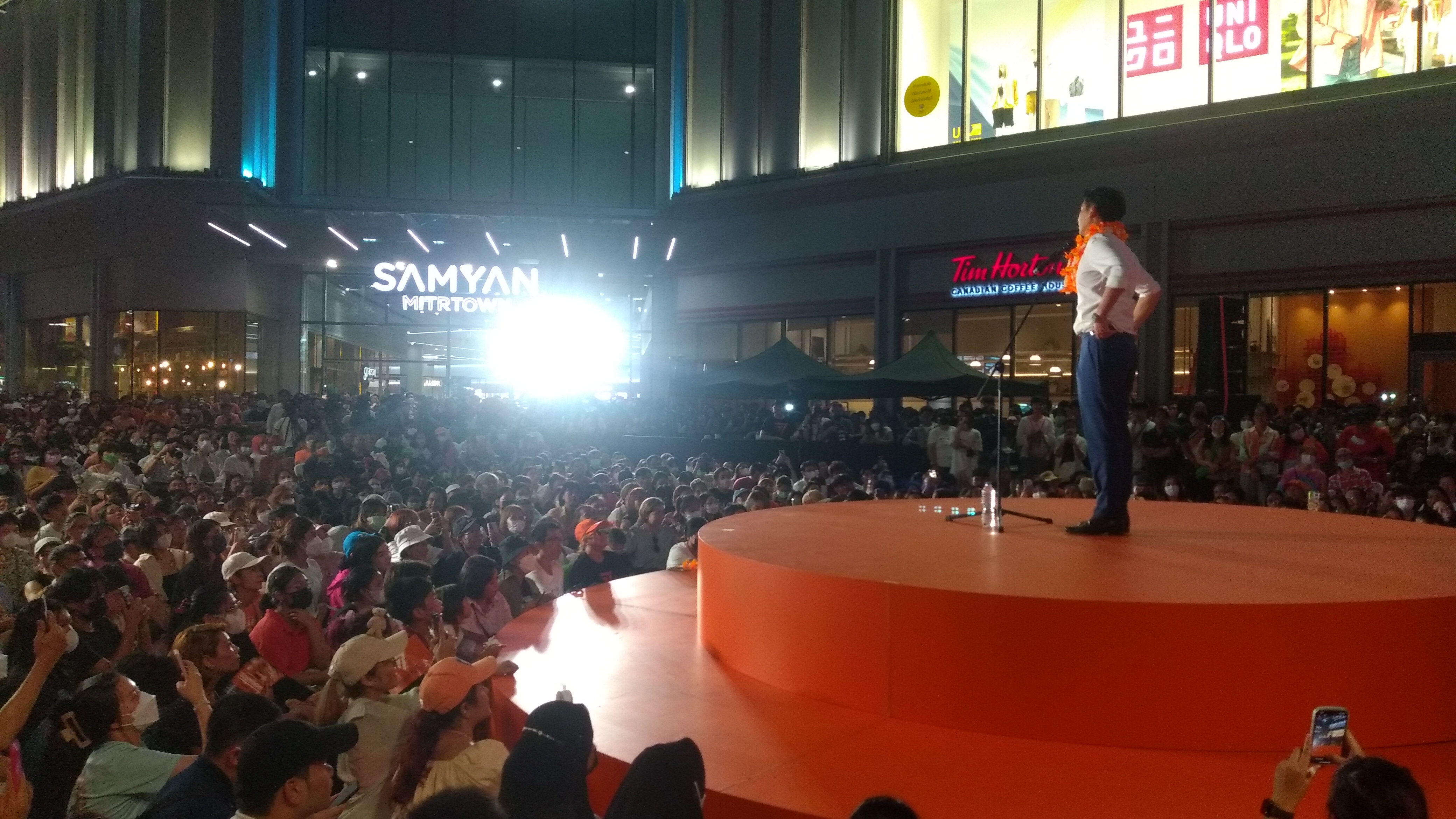
Пита выступает с речью в Бангкоке

Пита является прогрессивным политиком по стандартам тайской политики. Его партию «Движение вперёд» называют левоцентристской и прогрессивной.
Пита Лимджароенрат часто называл 2014—2023 годы (правление Праюта Чан-Оча) «потерянным десятилетием» Таиланда как в отношении экономики, так и в отношении отступления от демократии. Пита считает, что вооружённые силы Таиланда имеют слишком большое влияние на гражданскую политику, и пообещал уменьшить их влияние. Он также заявил, что Таиланд должен «демилитаризироваться». Политик пообещал, что его партия внесёт поправки в спорный королевский закон о диффамации, защищающий тайскую монархию от публичной критики. Что касается экономической политики, Пита верит в демонополизацию и децентрализацию экономики. Он сказал, что либерализует алкогольную промышленность Таиланда.
Пита поддерживает легализацию однополых браков, право на убежище в Таиланде и присутствовал на параде гордости в Бангкоке. Также он планирует добиться добровольного призыва на военную службу.
Пита сосредоточил свою внешнюю политику на «3R»: ‘Revive, Rebalance, and Recalibrate’ («Возродить, сбалансировать и перекалибровать»). Он также заявил, что Таиланду следует быть более настойчивым на мировой арене и открывать более широкий диалог с крупными державами, и что демократические ценности должны быть основой внешней политики Таиланда. Пита осудил вторжение России в Украину и геноцид рохинджа, назвав реакцию правительства Таиланда «двуличной».

## Личная жизнь
Пита был женат на актрисе Чутиме Типанарт с 12 декабря 2012 года, однако развёлся с ней в марте 2019 года. У них есть дочь по имени Пипим.